# Parafia Kościoła Katolickiego Mariawitów w Poćwiardówce
Parafia św. Michała Archanioła w Poćwiardówce – mariawicka parafia kustodii płockiej, Kościoła Katolickiego Mariawitów w RP.
Siedzibą parafii jest kaplica pod wezwaniem św. Michała Archanioła we wsi Poćwiardówka, w gminie Brzeziny, powiecie brzezińskim, województwie łódzkim.
Proboszczem w latach 1980–2023 była siostra kapłanka Sabina Maria Weronika Makowska (1936–2023).

## Historia
Parafia św. Michała Archanioła w Poćwiardówce wydorębniła się w 1935 po rozłamie w parafii Matki Boskiej Szkaplerznej i św. Wojciecha w Lipce. Parafia mariawicka w Lipce była pierwszą, która na 8 lutego 1906, ogłosiła swoją niezależność i wyodrębniła się z rzymskokatolickiej parafii w Niesułkowie. Parafianie lipkowscy zorganizowali również kaplice domowe w Dąbrówce Małej i Dużej, w Poćwiardówce, w Nowostawach Górnych i Dolnych i w Niesułkowie. W 1935 parafia podzieliła się. Duża część wiernych zorganizowała się w odrębne parafie nowo powstałego Kościoła Katolickiego Mariawitów. Powstały wtedy parafie w Dąbrówce Małej, Poćwiardówce, Niesułkowie i w Nowostawach Dolnych (ta ostatnia obecnie nie istnieje).

## Nabożeństwa
- Msza św. niedzielna – 11:00;
- Adoracja miesięczna – 15. dnia każdego miesiąca[2].